# Hadiza Sanoussi
Pour les articles homonymes, voir Sanoussi.
 (décembre 2024).
La mise en forme du texte ne suit pas les recommandations de Wikipédia : il faut le « wikifier ».
Les points d'amélioration suivants sont les cas les plus fréquents :
- Les titres sont pré-formatés par le logiciel. Ils ne sont ni en capitales, ni en gras.
- Le texte ne doit pas être écrit en capitales (les noms de famille non plus), ni en gras, ni en italique, ni en « petit »…
- Le gras n'est utilisé que pour surligner le titre de l'article dans l'introduction, une seule fois.
- L'italique est rarement utilisé : mots en langue étrangère, titres d'œuvres, noms de bateaux, etc.
- Les citations ne sont pas en italique mais en corps de texte normal. Elles sont entourées par des guillemets français : « et ».
- Les listes à puces sont à éviter, des paragraphes rédigés étant largement préférés. Les tableaux sont à réserver à la présentation de données structurées (résultats, etc.).
- Les appels de note de bas de page (petits chiffres en exposant, introduits par l'outil «  Source ») sont à placer entre la fin de phrase et le point final[comme ça].
- Les liens internes (vers d'autres articles de Wikipédia) sont à choisir avec parcimonie. Créez des liens vers des articles approfondissant le sujet. Les termes génériques sans rapport avec le sujet sont à éviter, ainsi que les répétitions de liens vers un même terme.
- Les liens externes sont à placer uniquement dans une section « Liens externes », à la fin de l'article. Ces liens sont à choisir avec parcimonie suivant les règles définies. Si un lien sert de source à l'article, son insertion dans le texte est à faire par les notes de bas de page.
- La présentation des références doit suivre les conventions bibliographiques. Il est recommandé d'utiliser les modèles {{Ouvrage}}, {{Chapitre}}, {{Article}}, {{Lien web}} et/ou {{Bibliographie}}. Le mode d'édition visuel peut mettre en forme automatiquement les références.
- Insérer une infobox (cadre d'informations à droite) n'est pas obligatoire pour parachever la mise en page.

Pour une aide détaillée, merci de consulter Aide:Wikification.
Si vous pensez que ces points ont été résolus, vous pouvez retirer ce bandeau et améliorer la mise en forme d'un autre article.
Alizata Sana est une romancière burkinabè, plus connue sous son nom de plume Hadiza Sanoussi.

## Biographie

### Enfance & Etudes
Hadiza Sanoussi naît en 1968 à la frontière entre le Burkina Faso et le Niger. Elle étudie l'histoire-géographie, obtenant le CAPES en 1999, puis une maîtrise en géographie physique et un certificat d'études supérieures en économie coopérative et associative. Elle travaille ensuite en tant qu'enseignante, avant de se réorienter dans les sciences de l'information et de la communication. En 2004, elle gère la documentation du ministère des enseignements secondaires, supérieurs et de la recherche scientifique à Ouagadougou, dont elle devient cheffe de service en 2008. En 2015, elle est doctorante à l'Institut panafricain d’études et de recherches sur les médias, l’information et la Communication (IPERMIC).
Dans Le deuxième mari, publié en 2001, elle inclut un personnage de marabout cité par Christian Elleboode comme typique de l'Afrique de l'Ouest. Le roman fait l'objet d'une analyse académique sur le thème du mythe, en particulier le mythe du mari de nuit.
Elle publie Devoir de cuissage en 2005 puis Et Yallah s'exila en 2010 aux éditions burkinabè JEL, suivi de Sopam, le duc de Liptougou en 2012.
En 2013, elle publie Ciel dégagé sur Ouaga, qui s'inspire des inondations de 2009 à Ouagadougou. Dans L’empire Ledéa : une révolution sans larmes, sans armes et sans sang, publié la même année par L'Harmattan Burkina, elle retrace l'histoire de Lédea Bernard Ouédraogo, instituteur qui a collaboré au développement du Burkina Faso et milité pour l'éducation et l'autonomisation du monde rural.

## Œuvres littéraires
1. Contes légendes et sagesses de Liptougou, Céprodif, 2023
2. L’empire Lédéa, une révolution sans armes, sans larmes et sans sang -Biographie/Harmattan Burkina, 2013
3. Ciel dégagé sur Ouaga -Roman/Harmattan Burkina, 2012
4. Sopam, le duc de Liptougou –Roman biographique/Editions Harmattan Paris, 2012
5. Et Yallah s’exila - Roman/ Editions JEL ; Paris, 2009, 2e édition, Harmattan Burkina, 2015
6. Devoir de cuissage - Roman/ Editions JEL ; Paris, 2005, 2e édition, Harmattan Burkina, 2013
7. Les deux maris - Roman/ Editions Moreux ; Paris, 2001, 2e édition, Harmattan Burkina, 2009

### Publication collective
1. L’étendard de la paix, In Des Mots d’Elles, Collectif, Sankofa & Gurli Editions, 2019
2. Tedungal et Teranga. Réminiscences de la FILS 2012 In Saint Louis, Le livre en fête ! Collectif, Harmattan Paris, 2014

### Publication scientifique
1. (en cours) : « Communication et résilience des communautés au Burkina Faso à travers la valorisation des NUS », Le Journal des Sciences Sociales no 28 – Décembre 2024  (ISSN 2073-9303)
2. « TIC et Agropastoralisme : les déterminants de l’usage du Modhem dans le Sahel Burkinabè », Revue Territoires du Sud https://territoiressud.org/
3. « Alain Lempereur, Puissance de la médiation contre la guerre civile », Questions de communication [En ligne], 40 | 2021, mis en ligne le 01 juin 2022. URL : http://journals.openedition.org/questionsdecommunication/27838 ; DOI : https://doi.org/10.4000/questionsdecommunication.27838
4. « Les formes d’énonciation de l’autorité et les modes de circulation des informations dans la plateforme "Famille SANNA" sur WhatsApp » Communication & Langages, no 205, Septembre 2020,  (ISSN 0336-1500), 2019
5. « De l’actualité de Joseph KI-ZERBO dans l’approche du développement participatif : problématique de l’implication des acteurs locaux dans le développement local au Burkina Faso », Presses universitaires de Ouagadougou/ Fondation Ki-Zerbo, 2016

### Mémoires, Publication et Communication scientifique
1. Doctorat Unique : Communication, organisation territoriales et développement durable dans la préparation du Sahelpôle, 13 janvier 2022
2. Master recherche en SIC : Communication locale et participation citoyenne : cas du budget participatif dans la commune de Koudougou, juillet 2013
3. Master postgrade sur le développement/Master of Advanced Studies in Development : Gestion décentralisée des ressources forestières : Cas de la forêt classée de Maro, avril 2005

## Distinction honorifique
2008 : Chevalier de l’ordre du mérite des Arts, de la Culture et du Tourisme, agrafe littérature orale et écrite.